# Космос-1983
Космос-1983 је један од преко 2400 совјетских вјештачких сателита лансираних у оквиру програма Космос.
Космос-1983 је лансиран са космодрома Плесецк, СССР, 8. децембра 1988. Ракета-носач Сојуз је поставила сателит у орбиту око планете Земље. Маса сателита при лансирању је износила 6300 килограма. Космос-1983 је био војни сателит за фотографску картографију.